# Massimo Mida
Massimo Mida (eigentlich Massimo Puccini; * 5. Mai 1917 in Falconara Marittima; † 21. April 1992 in Rom) war ein italienischer Dokumentarfilmer, Filmregisseur und Drehbuchautor.

## Leben
Mida, der Bruder des Regisseurs Gianni Puccini, nahm den Namen seiner Großmutter als Künstlernamen an. Er besuchte 1940/1941 das Centro Sperimentale di Cinematografia, nachdem er einen juristischen Abschluss erhalten hatte, und gehörte in der Kriegszeit zum „Centro Cinematografico dell'Aeronautica“. Für zahlreiche Publikationen wie „Unione Sarda“, „Paese Sera“, „Cinema“ und „Bianco e Nero“ schrieb er über Film und arbeitete am Drehbuch zu Roberto Rossellinis Una pilota ritorna mit; seine weiteren Arbeiten wählte er sorgfältig aus und war so an einigen bedeutenden Filmen der 1940er und 1950er Jahre beteiligt. Von 1951 an betätigte er sich hauptsächlich als Dokumentarist; nur selten war er für Spielfilmproduktionen auf dem Regiestuhl tätig. Häufiger arbeitete er für das Fernsehen an verschiedenen Formaten.
Mida schrieb einige bedeutende Werke zum italienischen Kino, darunter „Cinema e resistenza“ und „Dai telefoni bianchi al neorealismo“.

## Filmografie (Auswahl)

### Drehbuch
- 1950: Geschlossene Gardinen (Persiane chiuse)
- 1951: Achtung, Banditi! (Achtung! Banditi!)
- 1952: Am Rande der Großstadt (Ai margini della metropoli)
- 1953: Sonntag in Rom (La domenica della buona gente)
- 1954: Chronik armer Liebesleute (Cronache di poveri amanti)
- 1956: London ruft Nordpol (Londra chiama polo nord)

### Regie und Drehbuch
- 1963: Amore in vier Dimensionen (Amore in 4 dimensioni) (Episode)
- 1974: Il fratello